# Трёхпалый (волк)

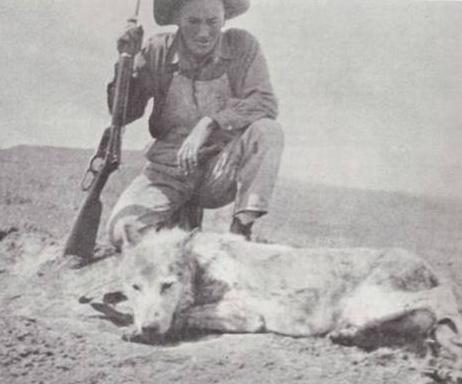
Клайд Ф. Бриггс стоит над Трёхпалым

«Трёхпалый из округа Хардинг» (англ. Three Toes of Harding County) — прозвище, данное самцу-одиночке волка Великих Равнин. Приобрёл печальную известность массовыми убийствами скота, совершаемыми им преимущественно в округе Хардинг, штат Южная Дакота. Убивал скот в течение 13 лет в первой половине XX века; ареал его охоты со временем расширился от юго-запада штата Северная Дакота до юго-востока штата Монтана.
Трёхпалый начал убивать скот в 1912 году, полностью перейдя на питание этим способом в 1917 году. По оценкам, стоимость скота, убитого им в течение своей 13-летней «карьеры», составляет 50 тысяч долларов. Установлено, что однажды он убил 66 овец в течение двух ночей. За эти годы его преследовали более 150 охотников, но он был пойман в ловушку только 23 июля 1925 года на пастбище Кахун рядом с Галлопом, Южная Дакота, Клайдом Ф. Бриггсом, инспектором штата по надзору за хищными животными.
Первоначально Трёхпалого планировалось доставить в Буффало живым, так как он выжил, попав в ловушку. Тем не менее, он умер до этого момента; его возраст был оценён в 20 лет, он имел 6 футов в длину и весил от 75 до 80 фунтов.